# Fontanna Neptuna (Schönbrunn)

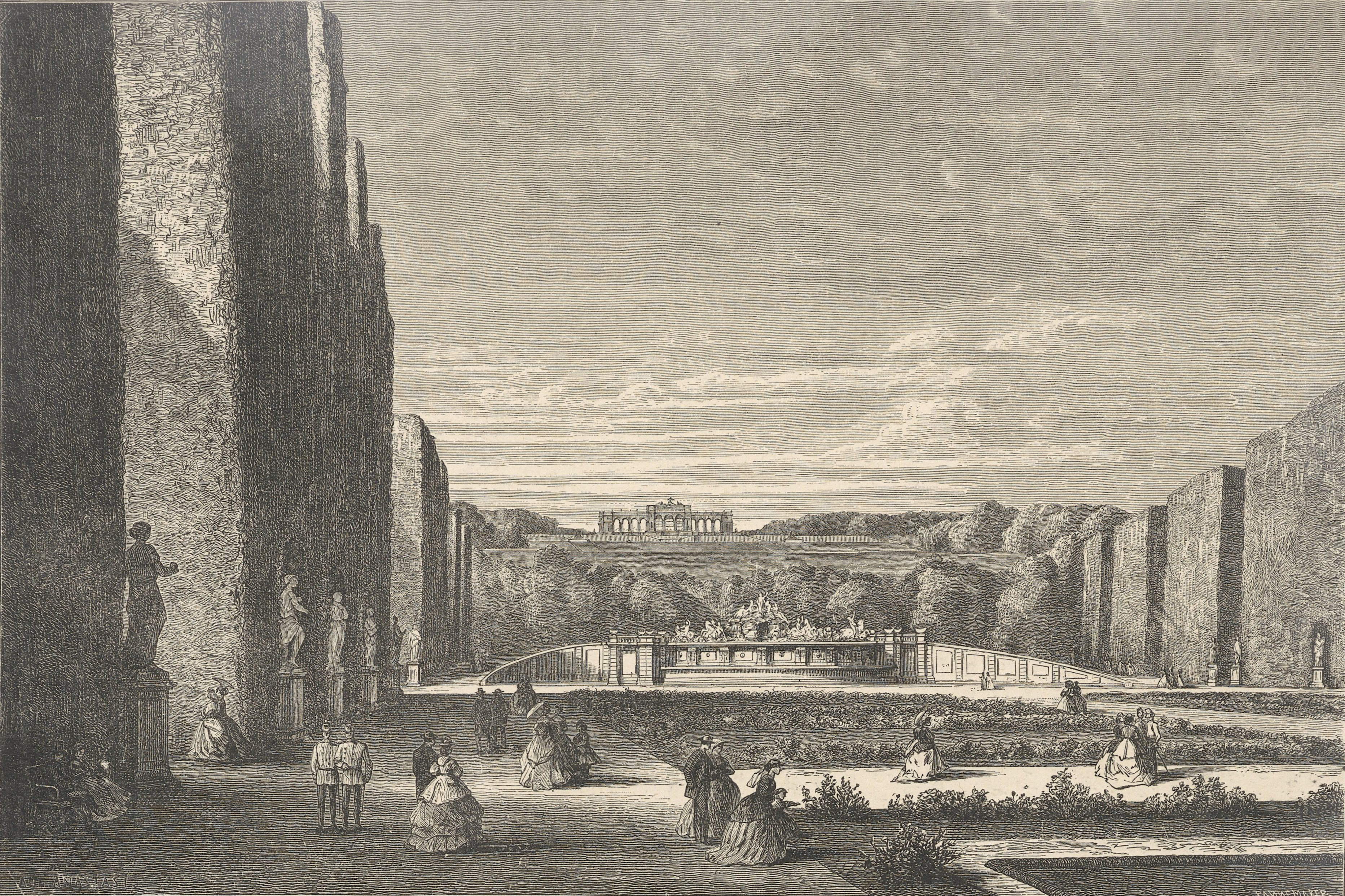
Fontanna i otaczający ją ogród w 1887 (w tle widoczna Glorietta)

Fontanna Neptuna w Schönbrunn – fontanna mieszcząca się w ogrodzie francuskim przy Pałacu Schönbrunn. Została wzniesiona na życzenie Marii Teresy Habsburg w 1780 r.
Budowa tej fontanny rozpoczęła się już w 1776 r., kiedy wykopano basen według pierwotnych planów, jednak okazało się, że nie ma możliwości dostarczenia tak ogromnej ilości wody. Doprowadziło to do konieczności zmiany planów, część basenu musiała zostać zasypana. To opóźniło prace do 1780 r. Autorem projektu tego wykonanego z cegły, pokrytego wapieniem obiektu jest Johann Ferdinand Hetzendorf von Hohenberg; figury z białego, włoskiego marmuru wykonał Johann Christian Wilhelm Beyer.
Fontanna jest usytuowana w głównej osi pomiędzy pałacem i glorietą; zamyka główny ogród znajdujący się bezpośrednio przy pałacu. Figury, większe niż postacie ludzkie, akcentują dodatkowo przejście na wzgórze znajdujące się tuż za fontanną.
Fontanna składa się z dużego basenu, który kończy łukowaty mur oporowy. W środku znajduje się ozdobna skalna grota, a nad nią bóg morza Neptun stojący w muszli, wsparty o trójząb.
Po jego prawej stronie klęczy nereida Tetyda błagająca o życzliwość Neptuna w czasie morskiej podróży jej syna Achillesa do Troi. Po lewej stronie u stóp Neptuna siedzi nimfa z rogiem obfitości symbolizująca bogactwo mórz.